# 大熊政秀
大熊政秀（おおくま まさひで）は越後の武将。
永正元年（1504年）に父朝秀が関東出兵中に戦死し、政秀が大熊氏を継いだ。永正4年（1507年）越後守護代の長尾為景が越後守護の上杉房能を自害に追い込み、越後は為景派と反為景派に割れた。政秀は為景派だったが、永正5年（1508年）房能の兄であり、関東管領だった上杉顕定が越後に攻めてくると、政秀は顕定方となり出陣した。顕定は越後府中に攻め込み、為景と越後新守護上杉定実を越中へと追い払った。しかし為景は翌年軍勢を整え顕定を討ち、越後を奪還した。政秀も為景に降伏し、再び仕えるようになった。
享禄3年（1530年）、為景に冷遇され没落していた守護上杉定実の弟、上条定憲が挙兵。政秀は為景を見限り定憲に付き、上条方の勝利となった。為景の隠居後跡を継いだ長尾晴景は病弱で頼りがなく、弟の景虎を擁立する動きとなり、政秀は景虎方について尽力した。その褒美として3000貫の所領が新たに与えられた。
政秀の跡は朝秀が継いだ。